# Ulysses von Salis-Marschlins

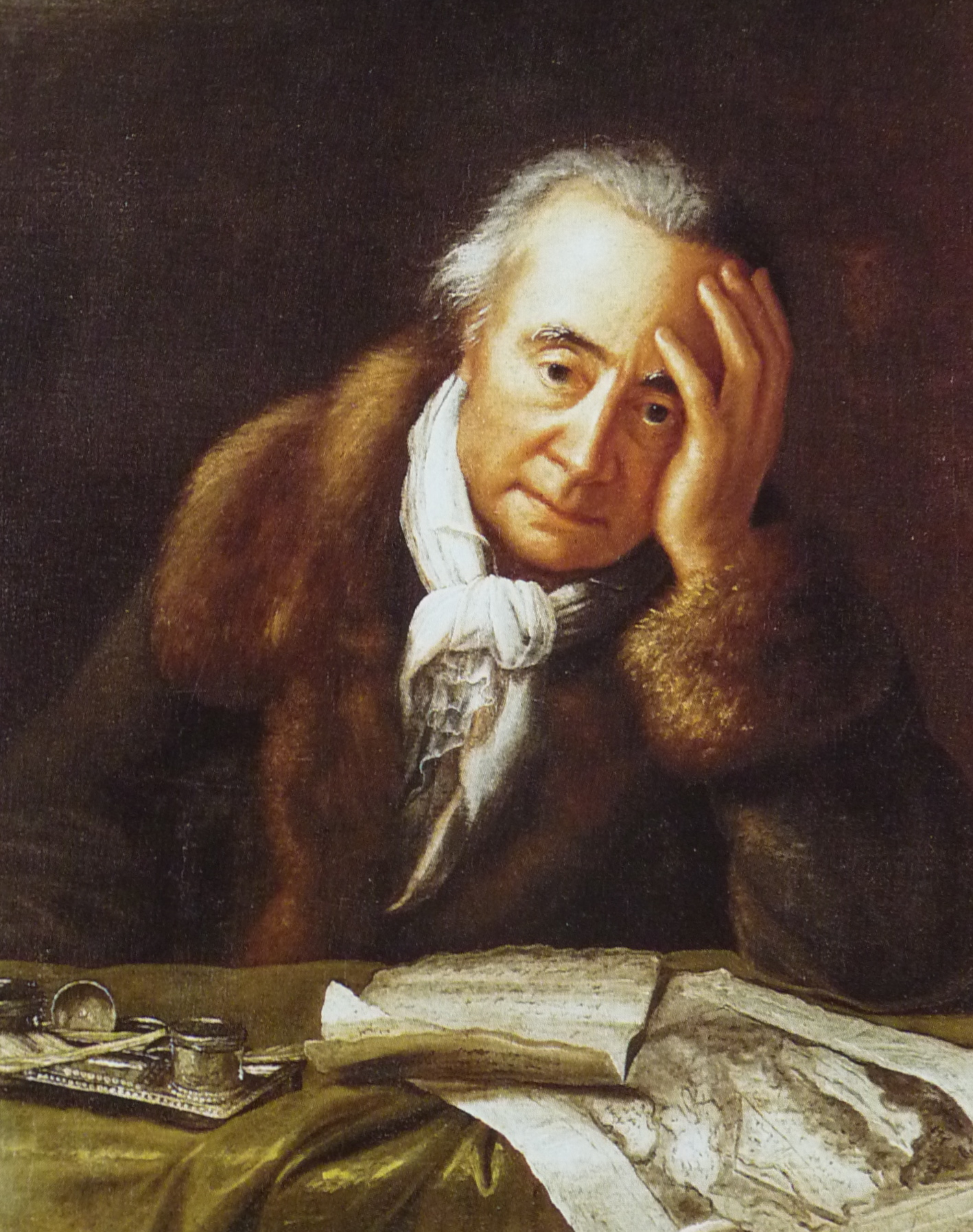
Ulysses von Salis-Marschlins, 1794
Gemälde von
Felix Maria Diogg

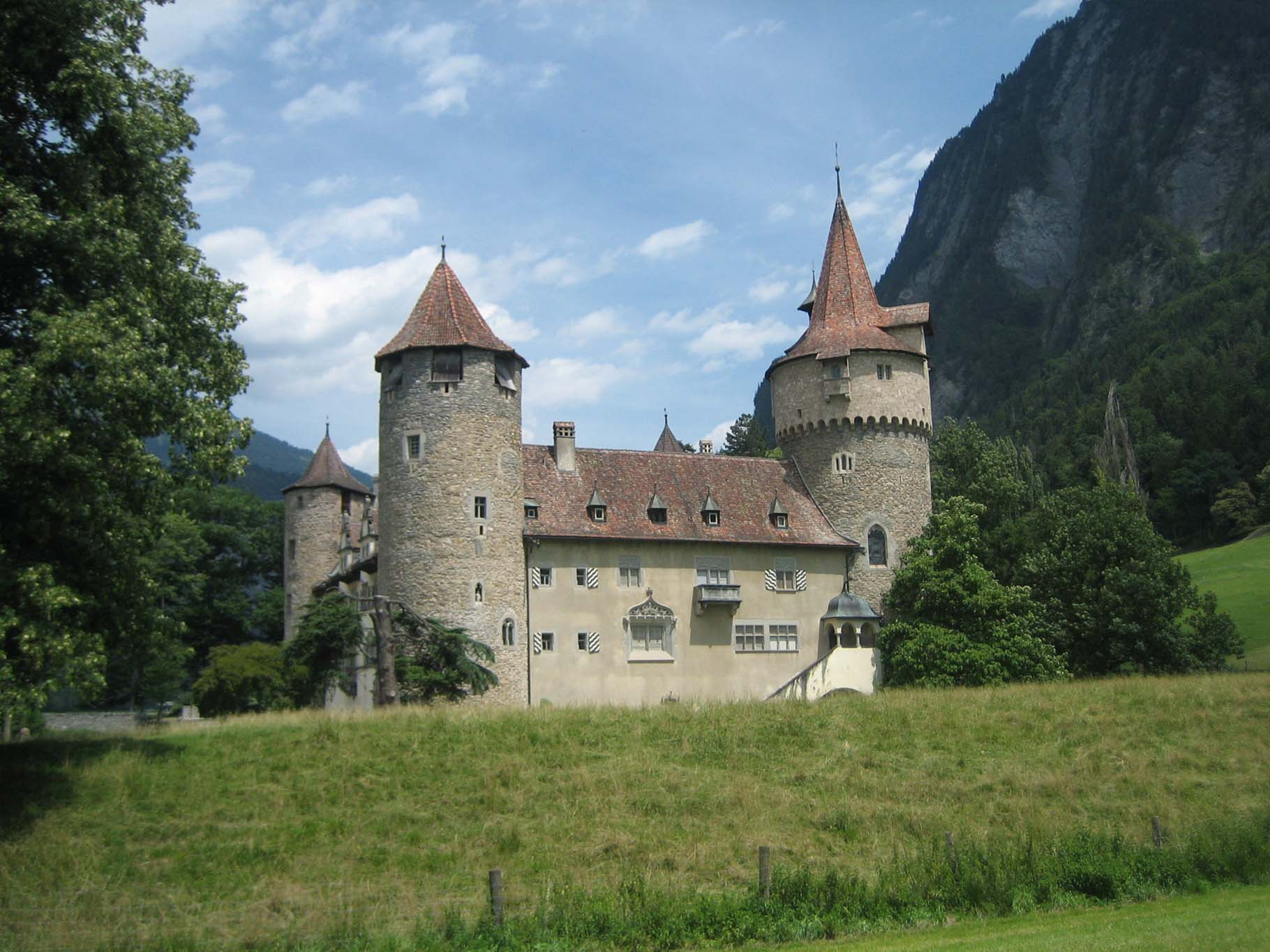
Schloss Marschlins

Freiherr Ulysses von Salis-Marschlins (* 25. August 1728 in Igis; † 6. Oktober 1800 in Wien) war der einflussreichste Bündner Politiker in der zweiten Hälfte des 18. Jahrhunderts und leistete Reformarbeit im Gebiet der Publizistik, Ökonomie und Erziehung.
Aufgrund ihres Reichtums und Einflusses spielte die weitverzweigte Familie von Salis unter der Führung von Ulysses von Salis-Marschlins in der zweiten Hälfte des 18. Jahrhunderts im politischen und wirtschaftlichen Leben der Drei Bünde eine zentrale Rolle. Von Salis setzte sich für die Verteidigung der Vorrechte von Familien ein und engagierte sich stark für Fortschritt in Bildung und Landwirtschaft.

## Leben
Ulysses von Salis-Marschlins war der Sohn des Johann Gubert Rudolf und der Perpetua von Salis-Soglio. Seine Jugendzeit verbrachte er in Chiavenna und Soglio; unterrichtet wurde er privat. Nach einigen Bildungsreisen und einem längeren Aufenthalt in Holland studierte er 1745–1746 Recht an der Universität Basel.
Ab 1755 publizierte er historische, politische und ökonomische Schriften, die konservativem aristokratisch-patriotischem Gedankengut verpflichtet waren. Seine erste Schrift schrieb er über die Rechte des Gotteshausbundes am Hochstift Chur. Die juristischen Arbeiten waren häufig Rechtsgutachten zu Auseinandersetzungen in den Drei Bünden und deren Souveränitätsrechten in den Untertanenlanden.
1749 hatte von Salis erstmals eine für ihn gekaufte Amtsstelle im Gericht der Vier Dörfer inne, wo er später auch Landammann wurde. Von 1757 bis 1759 war er Podestà in Tirano im Veltlin, wo die Familie Güter besass. Es gelang ihm, die verschiedenen Zweige der Salis’schen Familien zu einheitlichem Vorgehen zu bewegen, eine Familienherrschaft, aufzubauen und dadurch die Macht der bisher herrschenden österreichischen Partei in Bünden zu untergraben.
Nach 1759 scheiterte von Salis mit dem Versuch, im Verlagssystem die Baumwollspinnerei einzuführen. Auch der Versuch, in Marschlins Tabak anzupflanzen und Seidenraupen zu züchten, misslang. 1761 begleitete er als Vertrauensmann eine Gesandtschaft nach Mailand zur Erneuerung des Mailänder Kapitulats, das unter anderem eine Bereinigung der Grenzen zwischen den Gebieten von Mailand und Bünden und andere für Bünden günstige Folgen hatte.
1763 unterstützte von Salis die Eröffnung des sogenannten Seminars im Schloss Haldenstein, das 1771 nach Marschlins verlegt wurde. Nach dem Tod des Gründers Martin Planta übernahm er vorübergehend die pädagogische Leitung des Instituts und wandelte die Schule im Oktober 1775 in das zweite Philanthropinum nach den Grundsätzen von Johann Bernhard Basedow um. Im Februar 1777 musste er das Institut aus finanziellen Gründen schliessen. 1770 und 1771 war von Salis Mitglied und Präsident der Helvetischen Gesellschaft.
Von 1774 bis 1792 war von Salis Geschäftsträger Frankreichs bei den Drei Bünden. Den Posten verlor er vermutlich auf Betreiben der Bündner Oppositionspartei, der «Patrioten», die sich in der Mitte der 1780er-Jahre unter der Führung von Johann Baptista von Tscharners mit dem Ziel gebildet hatten, die stetig angewachsene Macht der von Salis einzuschränken. Nun gewannen diese in Bünden die Oberhand; an der allgemeinen Standesversammlung zu Chur 1794 richtete sich der Sturm persönlich gegen ihn. Von Salis wurde für vogelfrei erklärt und verbannt, seine Güter wurden konfisziert. Zudem führte der Anschluss des Veltlins an die Cisalpinische Republik zum Verlust der Güter im Veltlin. In seinem Landgut Eckbühl bei Höngg (heute in Zürich), das er sich als Alterssitz für einen ruhigen Lebensabend gekauft hatte, agitierte er gegen die Bündner «Patrioten» und den Anschluss Bündens an die Helvetische Republik. Bald suchte er in St. Gallen Zuflucht, bald wieder in Zürich, wo er durch das Eindringen der Franzosen wieder vertrieben wurde. Schliesslich wagte er sich nach Marschlins zurück, flüchtete aber im Sommer 1800 beim Vordringen der Franzosen ins Tirol und weiter nach Wien. Schon auf der Reise verfiel er in ein Nervenfieber; und verstarb fünf Tage nach seiner Ankunft in Wien am 6. Oktober 1800.
Die älteste (nicht durchweg genaue) biographische Skizze über Ulysses von Salis-Marschlins findet sich in der Schrift «Denkmal der kindl. Ehrfurcht, errichtet von s. Töchtern», Zürich 1801. Biographische Hauptquelle ist der von seinem Sohn, dem Naturforscher Carl Ulysses, verfasste «Vorbericht» des 3. Bändchens der «Bildergallerie», Winterthur 1802.
Ulysses von Salis war seit 1751 verheiratet mit Barbara Nicolea von Rosenroll aus dem Thusner Speditionshaus.